# Kašér
Kašér je uměleckořemeslná profese, která je využívána zejména pro výrobu divadelních, televizních a filmových dekorací. Kašéři se zabývají vytvářením plastických (trojrozměrných) prvků, povrchů dekorací a kulis.
Název souvisí se slovesem kašírovat (napodobovat; polepovat).
Kašérské metody jsou širokým souborem kombinovaných technologií mnoha oborů. Pro vytváření plastických základů (například soch) je nejčastěji používán pěnový polystyren. Kašérské postupy prošly velikými změnami s nástupem moderních materiálů, zejména polymerů.